# Kamrusepa
Kamrusepa of Kamrusepas was in de Hurritische mythologie de godin van de magie en de medicijnkunst. Zij was de moeder van de god Aruna. Zij komt voor in de legende van Telepinu, de "vermiste" vegetatiegod. Haar voorganster was de Hattische Katthaziwuri. In de Hettitische mythologie werd zij Karumsopa genoemd.